# Cizallado

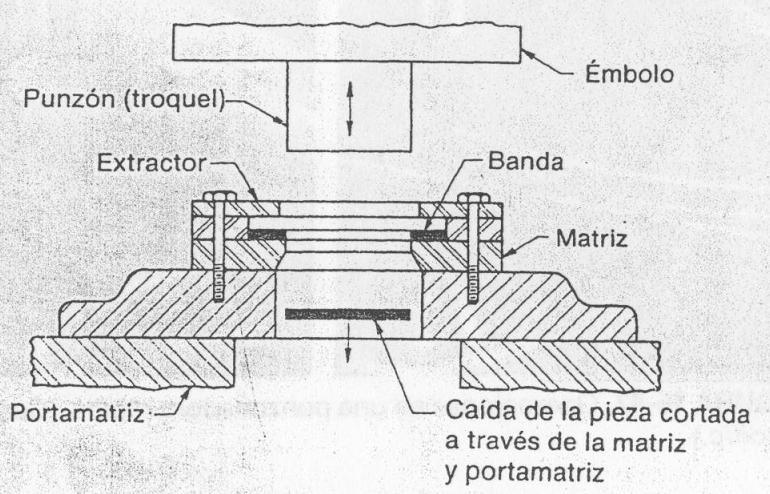
Vista esquemática de un cizallado.

El cizallado es la operación de corte de una lámina de metal a lo largo de una línea recta entre dos bordes de corte. Se usa típicamente para reducir grandes láminas a secciones más pequeñas para operaciones posteriores de prensado. Se ejecuta en una máquina llamada cizalla de potencia o cizalla recta.
Este proceso de corte de lámina o placas, produce cortes limpios, es decir, sin virutas, calor o reacciones químicas del metal, pudiéndose hacer cortes rápidos y con bastante precisión pero siempre en forma recta; longitudinal, transversal o diagonal a la placa. El cizallado es él término empleado cuando se trata de cortes en línea recta; el corte con formas regulares redondas u ovaladas e irregulares se efectúan con punzocortado y perforación. El cizallado suele ser en frío en especial con material delgado de muchas clases tales como guillotinado de papeles de fibras, telas, cerámica, plásticos, caucho, y productos de madera.
El cizallado llamado también guillotinado en ciertas actividades se hacen en frío en la mayoría de los materiales. En general es para cortes rectos a lo ancho o a lo largo del material, perpendicular o en ángulo. La acción básica del corte incluye bajar la cuchilla hasta la mesa de la máquina, para producir la fractura o rotura controladas durante el corte. La mayoría de las cuchillas tienen un pequeño ángulo de salida. Para ciertas operaciones específicas como punzonado o perforado, no hay esos ángulos de alivio. El cizallado o guillotinado puede emplearse con una gran variedad de materiales para cortar papel o refinar libros y en la cizalla escuadradora para lámina. En el cizallado debe existir un "claro" (separación entre punzón y matriz) para evitar que se forme rebaba al momento del corte.